# Liste der Baudenkmäler in Peiting
Auf dieser Seite sind die Baudenkmäler in dem oberbayerischen Markt Peiting zusammengestellt. Diese Tabelle ist eine Teilliste der Liste der Baudenkmäler in Bayern. Grundlage ist die Bayerische Denkmalliste, die auf Basis des Bayerischen Denkmalschutzgesetzes vom 1. Oktober 1973 erstmals erstellt wurde und seither durch das Bayerische Landesamt für Denkmalpflege geführt wird. Die folgenden Angaben ersetzen nicht die rechtsverbindliche Auskunft der Denkmalschutzbehörde.
 Die Liste gibt den Fortschreibungsstand vom 11. August 2018 wieder und umfasst 42 Baudenkmäler.

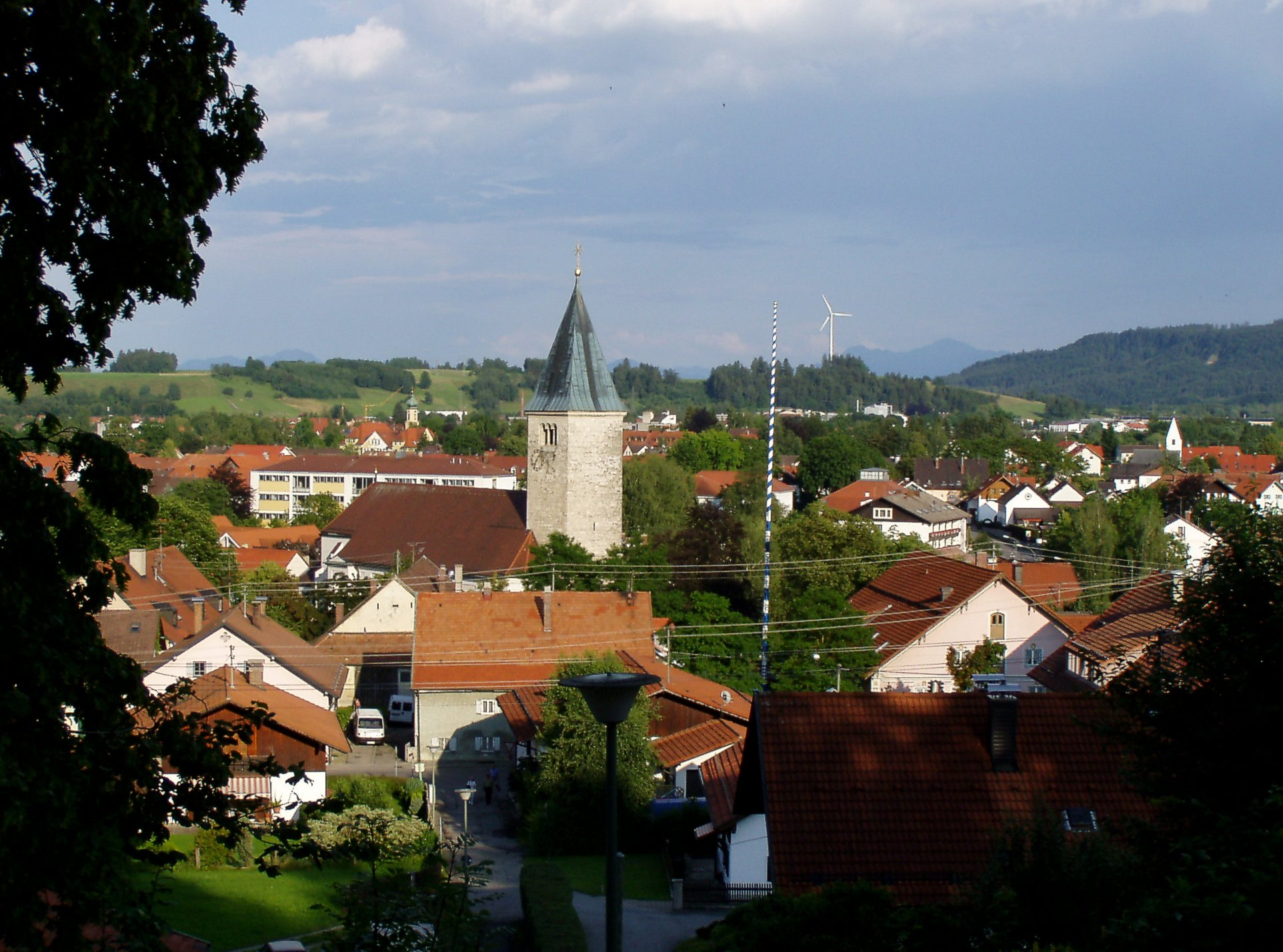
Peiting von Westen

## Baudenkmäler nach Ortsteilen

### Peiting
| Lage                                                             | Objekt                                                                                | Beschreibung | Akten-Nr.     | Bild                                                                                  |
| ---------------------------------------------------------------- | ------------------------------------------------------------------------------------- | --- | ------------- | ------------------------------------------------------------------------------------- |
| Bachstraße 22 (Standort)                                         | Ehemaliges Hauskreuz mit Arma Christi, sogenanntes Erbärmdekreuz                      | Holz, 1880, um 1900 neu aufgestellt, Instandsetzung und Veränderungen 1951. | D-1-90-140-3  | Ehemaliges Hauskreuz mit Arma Christi, sogenanntes Erbärmdekreuz                      |
| Bahnhofstraße 15 (Standort)                                      | Ehemalige Versorgungsanstalt Marienheim zu Maria Egg                                  | zweigeschossige Dreiflügelanlage im Reformstil mit Neuromanik- und Jugendstildetails, mit Erkern, Treppenturm und Putzreliefs unter steilen Walmdächern mit Zwerchhäusern, von Alois Kranebitter, 1911-1912, teilweise im Inneren erneuert. | D-1-90-140-55 | BW                                                                                    |
| Bahnhofstraße 17; Kapellenstraße 1; Friedhofstraße 18 (Standort) | Katholische Wallfahrtskirche Maria Egg                                                | Schlichter barocker Saalbau mit eingezogenem Langchor und Westturm mit Zwiebelhaube, 1655/58, Neubau des Chors durch Joseph Schmuzer 1737, angefügte Sakristei 1831, Turm 1876; mit Ausstattung; Aussegnungshalle, hoher Satteldachbau mit kurzen Querflügeln und Putzgliederung, im neuklassizistischen Stil, 1874/75; Friedhofskreuz, neugotisches Eisenkreuz mit gusseisernem Korpus auf Postament, letztes Viertel 19. Jahrhundert. | D-1-90-140-2  | weitere Bilder                                                                        |
| Bergwiesen (Standort)                                            | Kreuzweg mit Lourdesgrotte, sogenannter Kalvarienberg                                 | Vierzehn verputzte Stationshäuschen im neuklassizistischen Stil und Lourdesgrotte aus Tuffstein, 1886/87. | D-1-90-140-44 | Kreuzweg mit Lourdesgrotte, sogenannter Kalvarienberg                                 |
| Glückaufstraße 1, 3 (Standort)                                   | Ehemalige Schlafhäuser für ledige Bergmänner                                          | zwei parallel angeordnete, zweigeschossige Wohntrakte mit Staffelgeschossen über Pultdächern und abschließenden Walmdächern; eingeschossiger Verbindungstrakt unter Satteldach, in holzverschaltem Fachwerk, 1924-1925. | D-1-90-140-56 | BW                                                                                    |
| Hauptplatz 9 (Standort)                                          | Gasthof zum Pinzger, sogenannter Pinzgerwirt                                          | Zweigeschossiger Traufseitbau auf hohem Sockelgeschoss und mit Bodenerker, im Kern zweite Hälfte 17. Jahrhundert mit Bodenerker, Halbwalmdach und rückseitiger Anbau erste Hälfte 19. Jahrhundert. | D-1-90-140-4  | Gasthof zum Pinzger, sogenannter Pinzgerwirt                                          |
| Hauptplatz 19/20 (Standort)                                      | Ehemaliges Doppelbauernhaus „beim Stiegler“/„Sterer“                                  | Zweigeschossiger ehemaliger Mittertennbau mit Flachsatteldach, Tennen- und Kniestockbundwerk, Anfang 19. Jahrhundert, im Kern wohl älter. | D-1-90-140-5  | Ehemaliges Doppelbauernhaus „beim Stiegler“/„Sterer“                                  |
| Hauptplatz 21 (Standort)                                         | Katholische Pfarrkirche St. Michael                                                   | Auf romanischer Grundlage errichteter Saalbau mit stark eingezogenem Polygonalchor, angefügter zweigeschossiger Sakristei und quadratischem Westturm, zweite Hälfte 11. Jahrhundert, Chor im Kern spätgotisch, Langhaus erneuert von Anton Baumgartner 1783/85, 1855/56 nach Westen bis zum Kirchturm verlängert; mit Ausstattung. | D-1-90-140-1  | weitere Bilder                                                                        |
| Kapellenstraße 1 (Standort)                                      | Ehemaliges Kloster der Armen Schulschwestern und Mädchenschule, sogenanntes Klösterle | Zweigeschossiger Walmdachbau mit Lisenen- und Eckgliederung, 1854. | D-1-90-140-6  | Ehemaliges Kloster der Armen Schulschwestern und Mädchenschule, sogenanntes Klösterle |
| Meierstraße 13 (Standort)                                        | Ehemaliger Bauernhof „beim Geiger“                                                    | Zweigeschossiger Mitterstallbau mit flachem Satteldach, Bundwerkgiebel und Tennenbundwerk, ehemaliger Ständerbohlenbau, um 1670/90. | D-1-90-140-7  | Ehemaliger Bauernhof „beim Geiger“                                                    |
| Münchener Straße 2 (Standort)                                    | Villa                                                                                 | zweigeschossiger kubischer Massivbau mit Portikus und konvexem Bodenerker unter Zeltdach mit Schleppgauben, 1908. | D-1-90-140-54 | Villa                                                                                 |
| Münchener Straße 38; Mühlbach (Standort)                         | Ehemalige Mahl- und Sägemühle, sogenannte Köglmühle                                   | Zwei- bzw. dreigeschossiger Satteldachbau mit historisierender Putzgliederung und Hausfigur, bezeichnet mit dem Jahr 1842; Wehr mit Mühlenkanal, 19. Jahrhundert, verändert im 20. Jahrhundert. | D-1-90-140-40 | Ehemalige Mahl- und Sägemühle, sogenannte Köglmühle                                   |
| Münchener Straße 39 (Standort)                                   | Wohnhaus der ehemaligen Köglmühle                                                     | Zweigeschossiger Massivbau mit Schopfwalmdach, Zierfachwerk und Putzgliederung, neu erbaut in Formen der späten Gründerzeit, 1902; ehemalige Ökonomie, hakenförmige Anlage mit Fachwerk-Obergeschoss und Schopfwalmdach, gleichzeitig. | D-1-90-140-41 | BW                                                                                    |
| Pfarrweg 1 (Standort)                                            | Pfarrhaus                                                                             | Zweigeschossiger Putzbau mit flachem Walmdach und Eckquaderung im spätklassizistischen Stil, 1832. | D-1-90-140-8  | Pfarrhaus                                                                             |
| Schongauer Straße 17 (Standort)                                  | Wohn- und Geschäftshaus „beim Lentner“                                                | Zweigeschossiger Putzbau mit Mansardwalmdach, nach 1816. | D-1-90-140-10 | Wohn- und Geschäftshaus „beim Lentner“                                                |
| Schongauer Straße 37 (Standort)                                  | Ehemaliger Hakenhof „beim Bockweber“                                                  | Schmaler giebelständiger Satteldachbau über zwei Geschosse, mit Putzgliederung, in Formen des späten 19. Jahrhunderts, nach Brand 1998 wiederhergestellt | D-1-90-140-42 | Ehemaliger Hakenhof „beim Bockweber“                                                  |

### Aich
| Lage                                                                      | Objekt                                                                              | Beschreibung | Akten-Nr.     | Bild                                                                     |
| ------------------------------------------------------------------------- | ----------------------------------------------------------------------------------- | --- | ------------- | ------------------------------------------------------------------------ |
| Aich 7 (Standort)                                                         | Ehemalige Kapelle, seit 1802 erst Expositur-, dann katholische Pfarrkirche St. Anna | Heutiger Chor als spätgotische Kapelle 1500 errichtet, wohl bereits mit nördlich angefügtem Turm, Langhaus Ende 17. Jahrhundert angefügt, später mehrfach erweitert; mit Ausstattung; Friedhofsmauer aus Tuffquadern, 1808. | D-1-90-140-11 | weitere Bilder                                                           |
| Aich 9 (Standort)                                                         | Ehemaliges Pfarrhaus mit Lehrerwohnung und Schulräumen                              | Zweigeschossiger verputzter Tuffquaderbau mit Satteldach, erbaut 1808, verändert 1933; Stadel, zweigeschossiger Satteldachbau mit massivem Erdgeschoss, 1810, 1933 umgebaut.                                                | D-1-90-140-12 | Ehemaliges Pfarrhaus mit Lehrerwohnung und Schulräumen                   |
| Aich (Standort)                                                           | Kreuzigungsgruppe                                                                   | Lebensgroße Figurengruppe bestehend aus drei Sandsteinskulpturen, bezeichnet mit dem Jahr 1848. | D-1-90-140-14 | Kreuzigungsgruppe                                                        |
| Aich (Standort)                                                           | Kriegerdenkmal zur Erinnerung an den deutsch-französischen Krieg 1870/71            | Kleines tempelartiges Gebäude mit Portikus und Giebelornamentik, um 1875, 1921 und nach 1945 verändert. | D-1-90-140-15 | Kriegerdenkmal zur Erinnerung an den deutsch-französischen Krieg 1870/71 |
| Flur Birkland, Staatsstraße 2014, an der Straße nach Eselsberg (Standort) | Flurkreuz                                                                           | Eisenkreuz mit gusseisernem Korpus auf Steinsockel, um 1879/80. | D-1-90-140-16 | BW                                                                       |

### Berg
| Lage                                                 | Objekt      | Beschreibung                                                        | Akten-Nr.     | Bild |
| ---------------------------------------------------- | ----------- | ------------------------------------------------------------------- | ------------- | ---- |
| Flur Berg, südlich der Straße nach Aichen (Standort) | Feldkapelle | Offener Portikus mit reichem historisierendem Ornament, um 1870/80. | D-1-90-140-18 | BW   |

### Birkland
| Lage                   | Objekt         | Beschreibung                         | Akten-Nr.     | Bild |
| ---------------------- | -------------- | ------------------------------------ | ------------- | ---- |
| Birkland 36 (Standort) | Getreidekasten | Zweigeschossig, 16./17. Jahrhundert. | D-1-90-140-17 | BW   |

### Eselsberg
| Lage                                    | Objekt      | Beschreibung                                                            | Akten-Nr.     | Bild        |
| --------------------------------------- | ----------- | ----------------------------------------------------------------------- | ------------- | ----------- |
| Eselsberg, westlich des Hofs (Standort) | Feldkapelle | Kleiner offener Bau mit Apsis, aus Sichtziegel, 1923, mit älterem Kern. | D-1-90-140-19 | Feldkapelle |

### Finsterau
| Lage                   | Objekt                                   | Beschreibung | Akten-Nr.     | Bild                                     |
| ---------------------- | ---------------------------------------- | --- | ------------- | ---------------------------------------- |
| Finsterau 1 (Standort) | Ehemaliges Bauernhaus „beim Finsterauer“ | Breiter zweigeschossiger Einfirsthof mit flachem Satteldach und reichem Zierbund, erste Hälfte 18. Jahrhundert. | D-1-90-140-20 | Ehemaliges Bauernhaus „beim Finsterauer“ |

### Grabhof
| Lage               | Objekt                     | Beschreibung                                                               | Akten-Nr.     | Bild |
| ------------------ | -------------------------- | -------------------------------------------------------------------------- | ------------- | ---- |
| Grabhof (Standort) | Hofkapelle St. Franz Xaver | Sechseckiger verputzter Zentralbau von 1631 mit Zeltdach; mit Ausstattung. | D-1-90-140-21 | BW   |

### Hausen
| Lage                 | Objekt                   | Beschreibung | Akten-Nr.     | Bild                     |
| -------------------- | ------------------------ | --- | ------------- | ------------------------ |
| In Hausen (Standort) | Ortskapelle St. Leonhard | Kleiner Putzbau mit Lisenengliederung, leicht eingezogenem Polygonalchor und Dachreiter, 1819; mit Ausstattung. | D-1-90-140-22 | Ortskapelle St. Leonhard |

### Herzogsägmühle
| Lage                           | Objekt                                                                   | Beschreibung | Akten-Nr.     | Bild                                                           |
| ------------------------------ | ------------------------------------------------------------------------ | --- | ------------- | -------------------------------------------------------------- |
| Dorfplatz 1/3 (Standort)       | Evangelisch-lutherische Kirche St. Martin mit angefügtem Gemeindezentrum | Zentralbau mit aufgedoppeltem Walmdach und angefügtem langgestrecktem Wohnteil in Serienbauweise, von Otto Bartning, 1949. | D-1-90-140-43 | weitere Bilder                                                 |
| Oblandstraße 3 (Standort)      | Ehemalige Wegkapelle, jetzt Kapelle St. Antonius von Padua               | Kleiner Putzbau mit dreiseitigem Schluss und steilem Satteldach, 1759; mit Ausstattung.                                    | D-1-90-140-24 | weitere Bilder                                                 |
| Oblandstraße 16 (Standort)     | Friedhofskapelle und Leichenhaus                                         | Rechteckiger Holzbau mit offenem Vorraum und Dachreiter von 1936.                                                          | D-1-90-140-45 | weitere Bilder                                                 |
| Unteroblandstraße 1 (Standort) | Ehemalige Sägemühle, sogenannte Herzogsägmühle, jetzt Gasthaus           | Breiter zweigeschossiger Giebelbau mit Satteldach und Hausfigur heiliger Johann Nepomuk, Mitte 18. Jahrhundert.            | D-1-90-140-23 | Ehemalige Sägemühle, sogenannte Herzogsägmühle, jetzt Gasthaus |

### Hofen
| Lage               | Objekt                             | Beschreibung                                                                                         | Akten-Nr.     | Bild                               |
| ------------------ | ---------------------------------- | --- | ------------- | ---------------------------------- |
| Hofen 1 (Standort) | Hausfigur heiliger Sebastian       | Barocke Holzplastik, zweite Hälfte 17. Jahrhundert.                                                  | D-1-90-140-28 | Hausfigur heiliger Sebastian       |
| Hofen 2 (Standort) | Getreidekasten                     | Zweigeschossig, bezeichnet mit dem Jahr 1613, neu eingehaust.                                        | D-1-90-140-29 | BW                                 |
| Hofen 5 (Standort) | Wohnteil des ehemaligen Bauernhofs | Zweigeschossiger verputzter Einfirsthof mit flachem Satteldach und Zierbund, Mitte 18. Jahrhundert.  | D-1-90-140-30 | Wohnteil des ehemaligen Bauernhofs |
| Hofen 6 (Standort) | Hofkapelle                         | Kleiner Putzbau mit Apsis und Architekturgliederung, zweite Hälfte 17. Jahrhundert; mit Ausstattung. | D-1-90-140-27 | Hofkapelle                         |

### Höfle
| Lage                 | Objekt                                                                | Beschreibung                                                                             | Akten-Nr.     | Bild                                                                  |
| -------------------- | --------------------------------------------------------------------- | ---------------------------------------------------------------------------------------- | ------------- | --------------------------------------------------------------------- |
| Höfle 1 a (Standort) | Flurkapelle zum gekreuzigten Heiland und zu den heiligen Schutzengeln | Kleiner schmaler Putzbau mit dreiseitigem Schluss und Dachreiter, 1804; mit Ausstattung. | D-1-90-140-25 | Flurkapelle zum gekreuzigten Heiland und zu den heiligen Schutzengeln |
| Höfle 3 (Standort)   | Getreidekasten des sogenannten Stiegl-Hofs                            | Obergeschossig, bezeichnet mit dem Jahr 1595, neu eingehaust.                            | D-1-90-140-26 | BW                                                                    |

### Kreut
| Lage               | Objekt                 | Beschreibung                                                                            | Akten-Nr.     | Bild                   |
| ------------------ | ---------------------- | --------------------------------------------------------------------------------------- | ------------- | ---------------------- |
| Kreut 2 (Standort) | Kapelle Mariä Opferung | Einschiffiger Putzbau mit eingezogener Apsis, 1855, Fassadenturm 1878; mit Ausstattung. | D-1-90-140-31 | Kapelle Mariä Opferung |

### Kurzenried
| Lage                                                               | Objekt                                                    | Beschreibung                                                       | Akten-Nr.     | Bild                                                      |
| ------------------------------------------------------------------ | --------------------------------------------------------- | ------------------------------------------------------------------ | ------------- | --------------------------------------------------------- |
| Wittumweg, nördlich des Orts an der Straße nach Peiting (Standort) | Gedenkstein in Erinnerung an den Spanischen Erbfolgekrieg | In Form eines Bildstocks, Tuffstein, bezeichnet mit dem Jahr 1715. | D-1-90-140-32 | Gedenkstein in Erinnerung an den Spanischen Erbfolgekrieg |

### Leitersberg
| Lage                     | Objekt                   | Beschreibung         | Akten-Nr.     | Bild |
| ------------------------ | ------------------------ | -------------------- | ------------- | ---- |
| Leitersberg 2 (Standort) | Sühnekreuz aus Tuffstein | 17./18. Jahrhundert. | D-1-90-140-34 | BW   |

### Moosjäger
| Lage                 | Objekt                | Beschreibung | Akten-Nr.     | Bild |
| -------------------- | --------------------- | --- | ------------- | ---- |
| Moosjäger (Standort) | Ehemaliges Bauernhaus | Zweigeschossiger Einfirsthof mit massivem Erdgeschoss, flachem Satteldach und Traufbundwerk, zweite Hälfte 18. Jahrhundert. | D-1-90-140-35 | BW   |

### Oedenhof
| Lage                | Objekt               | Beschreibung                                                        | Akten-Nr.     | Bild                 |
| ------------------- | -------------------- | ------------------------------------------------------------------- | ------------- | -------------------- |
| Oedenhof (Standort) | Hofkapelle St. Maria | Schlichter Putzbau mit dreiseitigem Schluss, 1770; mit Ausstattung. | D-1-90-140-37 | Hofkapelle St. Maria |

### Schnalz
| Lage                                                                        | Objekt               | Beschreibung                                         | Akten-Nr.     | Bild                 |
| --------------------------------------------------------------------------- | -------------------- | ---------------------------------------------------- | ------------- | -------------------- |
| Schnalz, 500 Meter südostwärts der Einöde, an der Ammertalstraße (Standort) | Kapelle St. Hubertus | Kleine Nischenanlage in Form einer Wegkapelle, 1897. | D-1-90-140-38 | Kapelle St. Hubertus |

### Sedlhof
| Lage                    | Objekt     | Beschreibung | Akten-Nr.     | Bild       |
| ----------------------- | ---------- | --- | ------------- | ---------- |
| Sedlhof (Standort)      | Hofkapelle | Kleiner gewölbter Putzbau mit eingezogener Apsis, zweite Hälfte 17. Jahrhundert; mit Ausstattung.                     | D-1-90-140-39 | Hofkapelle |
| Flur Sedlhof (Standort) | Flurkreuz  | Eisenkreuz mit gusseisernem Korpus auf altarförmigem Sockel, in historisierendem Stil, zweite Hälfte 19. Jahrhundert. | D-1-90-140-46 | BW         |